# Beata Mazepa-Domagała
Beata Anna Mazepa-Domagała – polska pedagog, doktor habilitowany nauk humanistycznych, adiunkt Instytutu Pedagogiki Wydziału Nauk Społecznych Uniwersytetu Śląskiego.

## Życiorys
30 czerwca 1998 obroniła pracę doktorską Treści przekazów informacyjnych polskich czasopism ogólnopedagogicznych w okresie transformacji ustrojowej 1989-1995, 25 października 2011 habilitowała się na podstawie pracy zatytułowanej Upodobania obrazowe dzieci w wieku przedczytelniczym w zakresie ilustracji książkowej. Została zatrudniona na stanowisku adiunkta w Instytucie Pedagogiki na Wydziale Nauk Społecznych Uniwersytetu Śląskiego.
Była starszym wykładowcą w Instytucie Pedagogiki oraz prodziekanem na Wydziale Pedagogiki i Psychologii Uniwersytetu Śląskiego.